# Thüringische Verwaltungs- und Wirtschafts-Akademie Erfurt
Die Thüringische Verwaltungs- und Wirtschafts-Akademie Erfurt e. V.  (abgekürzt wird sie meist die VWA Erfurt genannt) ist eine privatrechtliche Bildungseinrichtung. Die Akademie bietet nebenberufliche Studiengänge auf Hochschulniveau an. Die Dozenten sind Hochschulprofessoren und Führungskräfte aus der Wirtschaft und Verwaltung. Sie ist im Bundesverband Deutscher Verwaltungs- und Wirtschafts-Akademien e. V. organisiert.

## Geschichte
Die Thüringische Verwaltungs- und Wirtschafts-Akademie Erfurt e.V. wurde am 14. August 1991 gegründet. Gründungsmitglieder sind Gebietskörperschaften des Freistaates Thüringen wie die Städte Erfurt und Mühlhausen und die Landkreise Nordhausen und Gotha. Neben den Gründungsmitgliedern sind weiterhin die Stadt Suhl, die Stadt Sonneberg und die Sparkasse Mittelthüringen Mitglieder des Vereins.

## Studienangebot
- Verwaltungsbetriebswirt (VWA)
- Betriebswirt (VWA)

## Abschlüsse
- Verwaltungsbetriebswirt (VWA)
- Betriebswirt (VWA)

## Zugangsvoraussetzungen
- Verwaltungsbetriebswirt (VWA)
  - mittlere Reife
    -       - Abschluss einer nach Berufsbildungsgesetz oder Handwerksordnung oder einer sonstigen nach Bundes- oder Landesrecht geregelten mindestens zweijährigen Berufsausbildung mit anschließender einjährigen Berufserfahrung  oder
      - bei Absolventen eines Hochschulstudiums (auch bei Abbruch des Studiums) eine zweijährige Berufstätigkeit

- -     - praktische und theoretische Kenntnisse in der öffentlichen Verwaltung
- Betriebswirt (VWA)
  - mittlere Reife
    -       - Abschluss einer nach Berufsbildungsgesetz oder Handwerksordnung oder einer sonstigen nach Bundes- oder Landesrecht geregelten mindestens zweijährigen Berufsausbildung mit anschließender einjährigen Berufserfahrung  oder
      - bei Absolventen eines Hochschulstudiums (auch bei Abbruch des Studiums) eine zweijährige Berufstätigkeit